# Cortinariàcies
Les cortinariàcies (Cortinariaceae) constitueixen una família de fongs de l'ordre de les agaricals, la qual conté més de 2.100 espècies.
Tenen les espores de color variable (entre l'ocraci brunenc o de tabac i el ferruginós fosc) i, sovint, verrucoses. El capell generalment és cobert d'un vel general i, sovint, formant una cortina. La cama és central. Les làmines mai són decurrents.

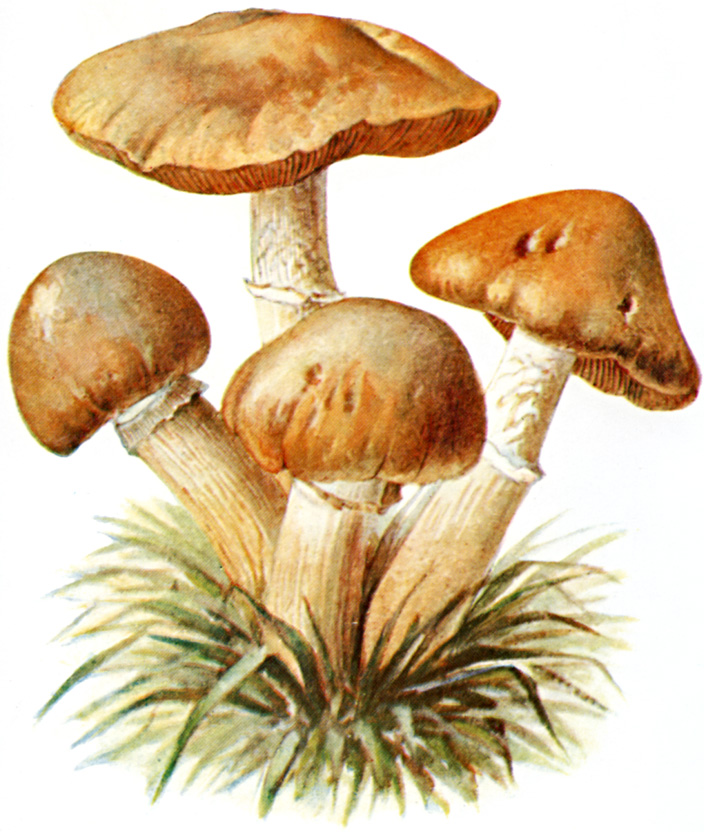
Rozites caperatus

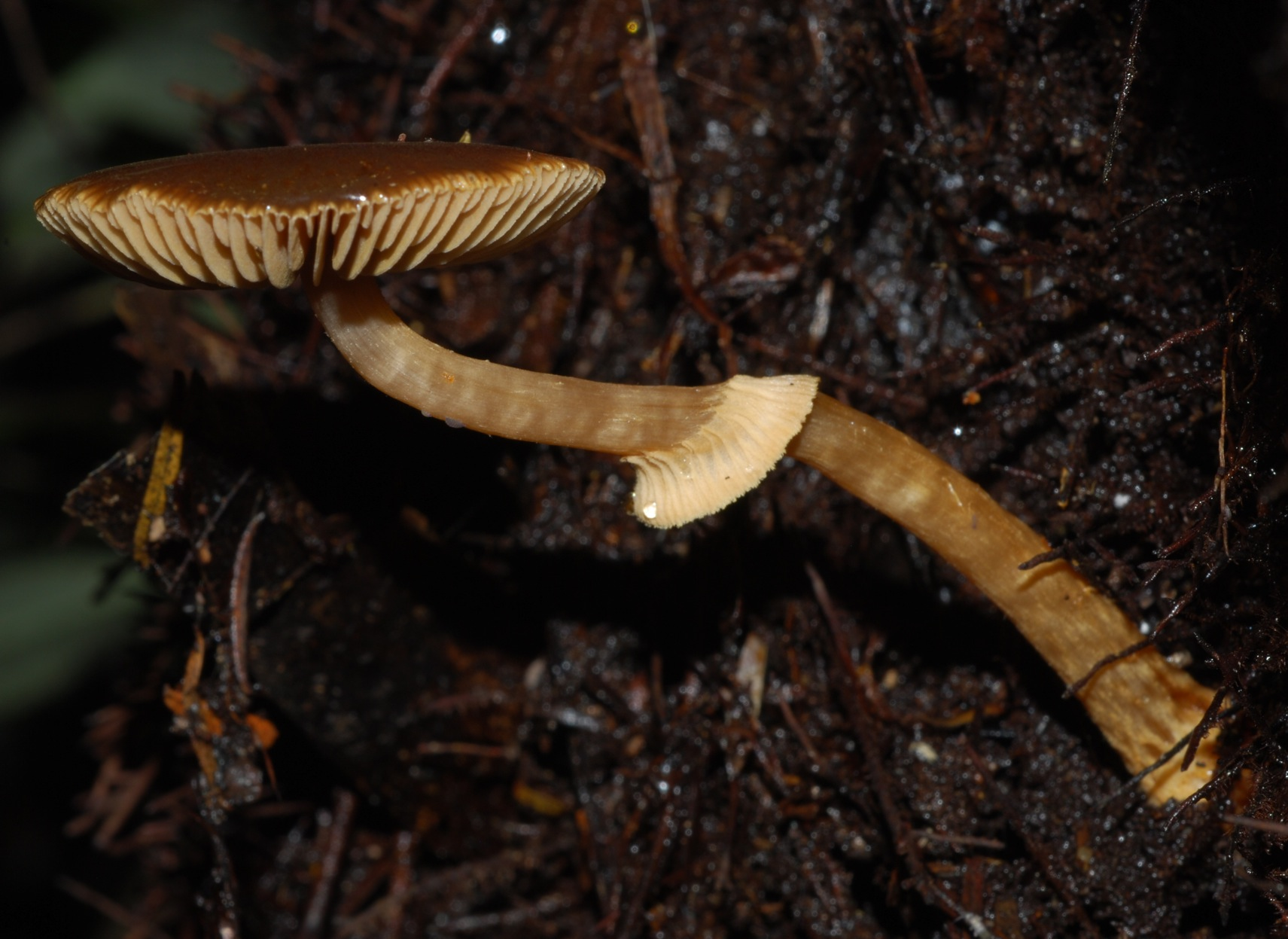
Descolea gunnii

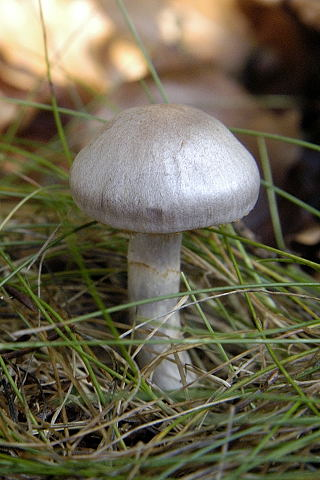
Cortinarius azureovelatus

Malgrat la gran quantitat d'espècies que hi ha en aquesta família, no són molt consumides car un gran nombre són tòxiques i molt poques realment apreciades a la cuina (com ara, Cortinarius caperatus i Cortinarius praestans). Així, per exemple, la toxines letals orellanina (la qual provoca Insuficiència renal aguda) i amanitina han estat trobades en 34 i 7 cortinariàcies, respectivament.

## Gèneres
- Anamika K.A. Thomas, Peintner, M.M. Moser & Manim.
- Cortinarius (Pers.) Gray
- Cribbea A.H. Sm. & D.A. Reid
- Dermocybe (Fr.) Wünsche
- Descolea Singer
- Inoloma (Fr.) Wünsche
- Mackintoshia Pacioni & Sharp
- Myxacium (Fr.) P. Kumm.
- Nanstelocephala Oberw. & R.H. Petersen
- Phaeocollybia R. Heim
- Phlegmacium (Fr.) Wünsche
- Pyrrhoglossum Singer
- Rapacea E. Horak
- Rozites P. Karst.
- Stephanopus M.M. Moser & E. Horak
- Weinzettlia Velen.[8][9]